# Насадження верби плакучої
Наса́дження верби́ плаку́чої — ботанічна пам'ятка природи місцевого значення в Україні. Розташована в межах Золотоніського району Черкаської області, на північний захід від села Благодатне (на березі річки Золотоношка, поруч з автошляхом Н16). 
Площа — 1 га, статус отриманий у 1983 році. Перебуває у віданні: Управління меліоративних і осушувальних систем.

## Галерея

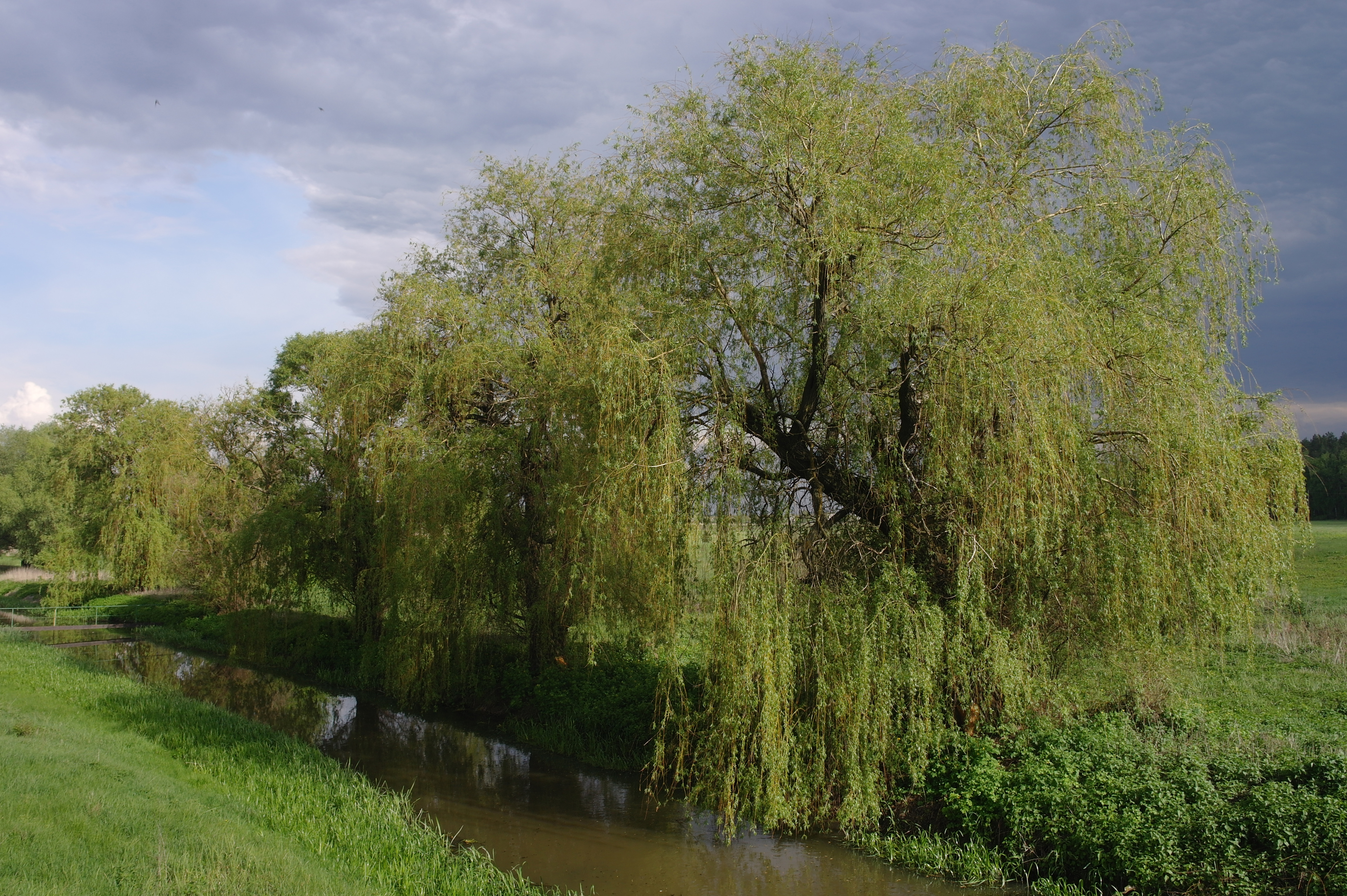
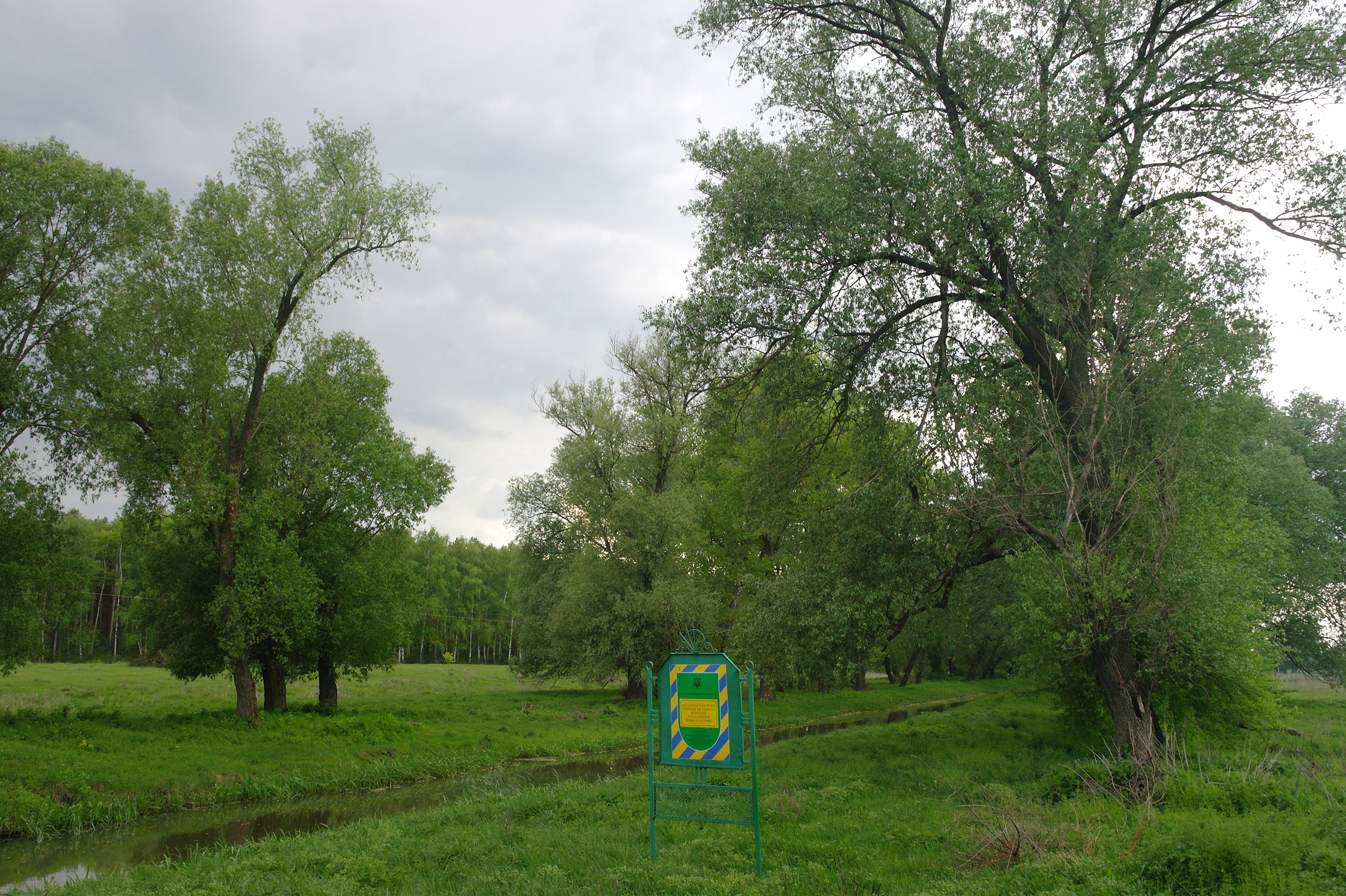